# Speciale wijken van Tokio

Situering van de 23 wijken binnen de prefectuur Tokio

Tokio wordt onderverdeeld in de 23 speciale wijken (Japans: 特別区, tokubetsuku, letterlijk "speciale wijken", maar algemeen bekend onder de naam nijūsanku, "23 wijken").
Het zijn alle autonome gemeenten met een eigen bestuur. Ze hebben het statuut van stad.
Ze zijn speciaal omdat ze – hoewel autonoom – toch samen een stedelijke entiteit vormen. Zo worden sommige openbare diensten geregeld door de prefecturale overheid (Metropolitane regering van Tokio) in plaats van door de individuele wijk. Hieronder vallen de watervoorziening, rioleringen en de brandweer. Om deze gemeenschappelijke openbare diensten te financieren gebruikt de prefecturale overheid sommige van de belastingen die normaal gezien door de gemeenten zouden ontvangen worden. Ze zorgt er ook voor dat de inkomsten zodanig verdeeld worden dat wijken hun lokale bestuur kunnen financieren.
De wijken zijn “speciaal” omdat ze wezenlijk verschillend zijn van de wijken (区 ku) van de andere decretaal gedesigneerde steden. Voor 1943 hadden de wijken van de stad Tokio hetzelfde statuut als deze van Osaka of Kioto. In dat jaar werden het bestuur van de stad Tokio en de prefecturale overheid samengevoegd. Zo werden de wijken onder direct prefecturaal bestuur geplaatst.

Kaart van de 23 wijken

Sinds de jaren 70 hebben de 23 wijken een aanzienlijke autonomie verworven, zodat ze meer het karakter van steden dan wijken hebben. Elke wijk heeft zijn eigen verkozen burgemeester (区長; kuchō) en gemeenteraad (区議会 kugikai).
In 2000 verschafte het Japanse Parlement hen het statuut van lokale publieke entiteiten (地方公共団体 chihō-kōkyō-dantai), een statuut dat gelijk is aan dat van een stad. Sindsdien noemen de wijken zichzelf "stad" in plaats van wijk, hoewel de "ku" in hun naam onveranderd is gebleven. De wijken hebben ook bepaalde openbare diensten zoals vuilnisophaling overgenomen van de prefecturale overheid.
De wijken verschillen sterk in oppervlakte (van 10 tot 60 km²) en van inwonersaantal (van 40.000 tot 830.000). Setagaya heeft de meeste inwoners. Ota heeft de grootste oppervlakte.
De totale oppervlakte van de 23 wijken bedraagt 621 km². Op 1 juni 2006 woonden er 8,52 miljoen mensen wat neerkomt op 13.700 inwoners per vierkante kilometer. Na de Tweede Wereldoorlog is het aantal wijken teruggebracht van 35 naar de huidige 23 wijken:

## Lijst van de 23 wijken
| Naam       | Kanji    | Bevolking | Dichtheid (per km²) | Oppervlakte (km²) | Belangrijkste stadsdelen                                                                           |
| ---------- | -------- | --------- | ------------------- | ----------------- | -------------------------------------------------------------------------------------------------- |
| Adachi     | 足立区   | 621.848   | 11688,87            | 53,20             | Kitasenju, Takenotsuka                                                                             |
| Arakawa    | 荒川区   | 186.275   | 18262,25            | 10,20             | Arakawa, Nippori, Minamisenju                                                                      |
| Bunkyō     | 文京区   | 181.065   | 16009,28            | 11,31             | Hongo, Yayoi, Hakusan, Koishikawa                                                                  |
| Chiyoda    | 千代田区 | 37.988    | 3263,57             | 11,64             | Nagatacho, Kasumigaseki, Otemachi, Marunouchi, Akihabara, Yurakucho, Iidabashi, Kanda              |
| Chuo       | 中央区   | 81.996    | 8078,42             | 10,15             | Ginza, Nihonbashi, Kachidoki, Tsukishima, Tsukuda, Tsukiji, Hatchōbori, Kayabachō, Shinkawa        |
| Edogawa    | 江戸川区 | 637.571   | 12787,22            | 49,86             | Kasai, Chuo, Koiwa, Hirai                                                                          |
| Itabashi   | 板橋区   | 525.969   | 16349,67            | 32,17             | Itabashi, Takashimadaira                                                                           |
| Katsushika | 葛飾区   | 426.403   | 12238,89            | 34,84             | Tateishi, Aoto                                                                                     |
| Kita       | 北区     | 327.086   | 15885,67            | 20,59             | Akabane, Oji, Tabata                                                                               |
| Koto       | 江東区   | 398.805   | 10111,69            | 39,44             | Kiba, Ariake, Kameido, Toyocho, Monzennakacho, Fukagawa, Kiyosumi, Shirakawa, Etchūjima, Sunamachi |
| Meguro     | 目黒区   | 255.833   | 17403,61            | 14,70             | Meguro, Nakameguro, Jiyugaoka                                                                      |
| Minato     | 港区     | 167.098   | 8215,24             | 20,34             | Odaiba, Shinbashi, Roppongi, Toranomon, Aoyama, Azabu, Hamamatsucho, Tamachi, Akasaka              |
| Nakano     | 中野区   | 313.325   | 20097,82            | 15,59             | Nakano                                                                                             |
| Nerima     | 練馬区   | 674.826   | 14012,17            | 48,16             | Nerima, Oizumi, Hikarigaoka                                                                        |
| Ōta        | 大田区   | 661.157   | 11119,36            | 59,46             | Omori, Kamata, Haneda, Denenchofu                                                                  |
| Setagaya   | 世田谷区 | 829.624   | 14284,16            | 58,08             | Setagaya, Sangenjaya, Shimokitazawa, Tamagawa                                                      |
| Shibuya    | 渋谷区   | 201.524   | 13337,13            | 15,11             | Shibuya, Ebisu, Harajuku, Hiroo, Sendagaya, Yoyogi                                                 |
| Shinagawa  | 品川区   | 332.536   | 14636,27            | 22,72             | Shinagawa, Oimachi, Gotanda                                                                        |
| Shinjuku   | 新宿区   | 297.135   | 16299,23            | 18,23             | Shinjuku, Takadanobaba, Okubo, Kagurazaka, Ichigaya                                                |
| Suginami   | 杉並区   | 530.307   | 15588,10            | 34,02             | Koenji, Kamiogi, Asagaya                                                                           |
| Sumida     | 墨田区   | 221.093   | 16079,49            | 13,75             | Kinshicho, Ryogoku, Mukojima, Oshiage                                                              |
| Toshima    | 豊島区   | 252.764   | 19428,44            | 13,01             | Ikebukuro, Senkawa, Komagome, Otsuka, Sugamo                                                       |
| Taitō      | 台東区   | 162.685   | 16139,38            | 10,08             | Ueno, Asakusa,                                                                                     |
| Totaal     |          | 8.324.913 | 13500,22            | 616,65            | |